# Sophie Kanza
Sophie Kanza, född 1940, död 1999, var en kongolesisk politiker.
Hon var den första kvinna som fick en sekundärutbildning och tog examen i Kongo-Kinshasa 1960, blev 1964 den första kvinnan att ta universitetsexamen, och blev 1966 den första kvinnan som utnämndes till minister. Hon var socialminister 1966-1970.